# Nová Ves (Teplice)

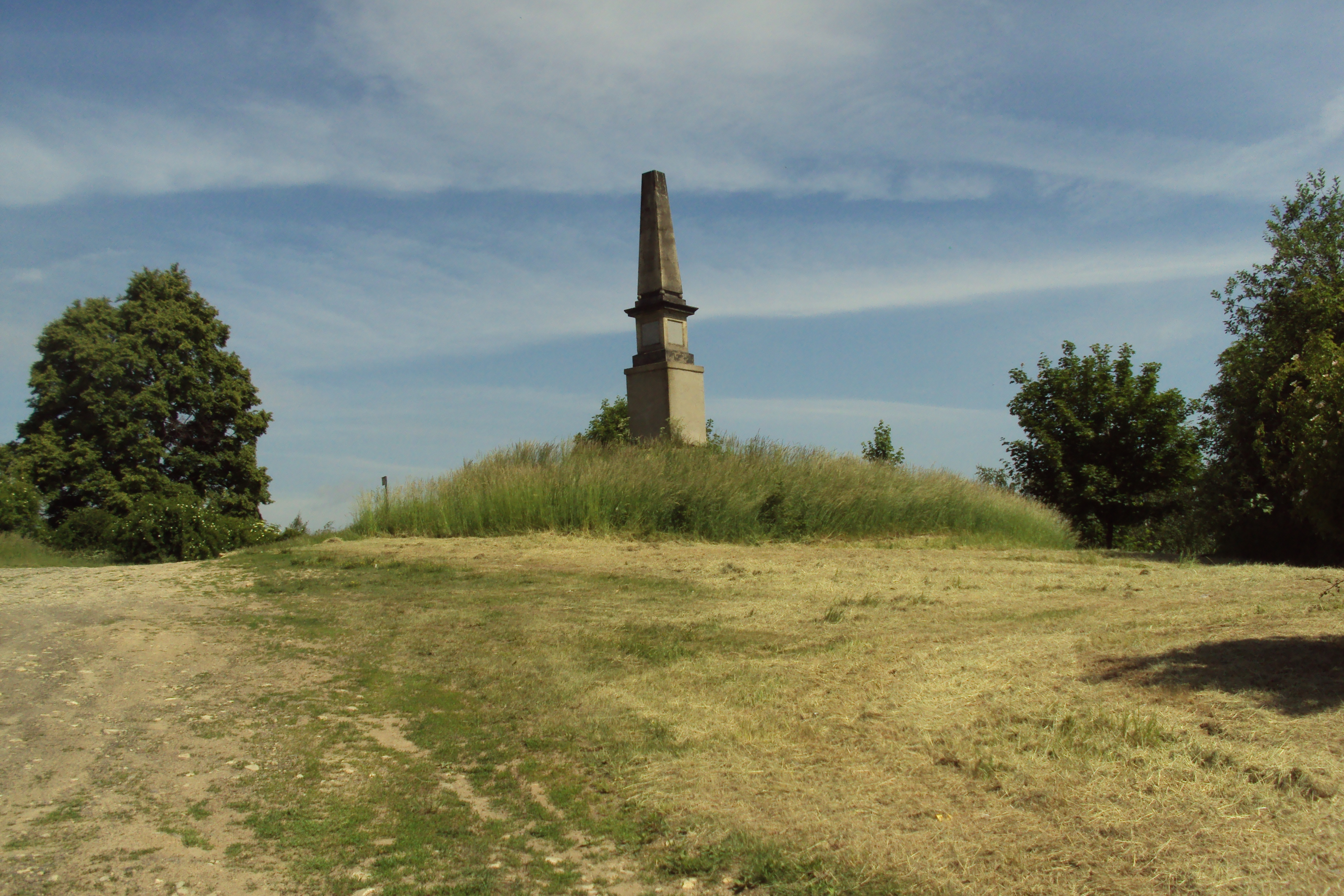
Kudlichův památník

Nová Ves je část okresního města Teplice. Nachází se na jihu Teplic. V roce 2009 zde bylo evidováno 70 adres. V roce 2011 zde trvale žilo 1 360 obyvatel.
Nová Ves leží v katastrálním území Nová Ves u Teplic o rozloze 1,11 km2.
Z jihu Nové Vsi na ni navazuje obec Kladruby, z jihozápadu městská čtvrť Řetenice.
Dominantou této části Teplic je vrch Ve chvojkách (382 m n. m.), na němž byla postavena velká vodárenská věž zásobovaná vodou z Flájské přehrady. Vedle vodárny je památník zrušení roboty. Mezi tímto vrchem a Bílinskou ulicí, oddělující Novou Ves od Teplic, bylo v 80. letech postaveno velké panelové sídliště. Do něj zajíždí i několik linek (včetně trolejbusů) městské hromadné dopravy.

## Historie
Nejstarší písemná zmínka pochází z roku 1787.

## Obyvatelstvo
|                                                                  | 1869 | 1880 | 1890 | 1900 | 1910 | 1921 | 1930 | 1950 | 1961 | 1970 | 1980 | 1991 | 2001  | 2011  |
| ---------------------------------------------------------------- | ---- | ---- | ---- | ---- | ---- | ---- | ---- | ---- | ---- | ---- | ---- | ---- | ----- | ----- |
| Obyvatelé                                                        | 232  | 300  | 313  | 360  | 403  | 391  | 420  | 252  | 294  | 250  | 215  | 598  | 2 320 | 1 360 |
| Domy                                                             | 23   | 32   | 36   | 39   | 44   | 46   | 50   | 60   | .    | 135  | 53   | 111  | 182   | 40    |
| Počet domů z roku 1961 je zahrnut v domech místní části Teplice. |      |      |      |      |      |      |      |      |      |      |      |      |       |       |

## Doprava
Přes Novou Ves jsou vedeny turisticky značené trasy na jih od města.